# Beziehungstat
Beziehungstat ist ein Begriff aus der Kriminologie und setzt eine spezifische, aus einer relevanten Täter-Opfer-Beziehung abgeleitete Vorgeschichte der Tat vor der aktuellen Tatsituation voraus.

## Merkmale
Eine Beziehungstat ist durch eine Opfer-Tatverdächtigen-Beziehung im Hinblick auf die Beziehungsart (Ehepartner, eingetragene Lebenspartnerschaft, Partner nicht ehelicher Lebensgemeinschaften, ehemalige Partnerschaften) und den räumlich-sozialen Kontext gekennzeichnet. Als Prototyp der Beziehungstat gilt die Tötung der Intimpartnerin als eine Form des Femizids.
Seit 2011 erfasst die Polizeiliche Kriminalstatistik in Deutschland derartige Straftaten unter dem Begriff Partnerschaftsgewalt. Seit 2017 umfasst die Auswertung auch eine Betrachtung der Opfermerkmale „Behinderung (körperlich/geistig)“ und „Gebrechlichkeit/Alter/Krankheit/Verletzung“.
Die Kriminalstatistik registriert als „Beziehungstaten“ aber nicht nur häusliche Gewalt, die in Ehe, Partnerschaft und Familie begangen wird, sondern bezieht auch Delikte in formellen sozialen Beziehungen (Schule, Unternehmen, Behörde) und in informellen sozialen Beziehungen mit ein, wenn Opfer und Täter befreundet oder miteinander bekannt waren.
Auch bei der Frage einer verminderten oder aufgehobenen Schuldfähigkeit wegen einer Affekttat nach § 20, § 21 StGB können nach höchstrichterlicher Rechtsprechung Beziehungstaten in Zusammenhang mit typischen Verlaufs- und Aufbauformen affektiver Spannungen nicht allein bei engen partnerschaftlichen oder gar intimen Beziehungen vorliegen, sondern auch zwischen Personen, die über einen langen Zeitraum beruflich und persönlich im engen Kontakt ohne Ausweichmöglichkeit im Fall von Konflikten stehen.
Nach feministischem Verständnis geht es bei Beziehungstaten nicht um Gefühle, sondern gerade Gewalt gegen Frauen sei „eingebettet in patriarchalische Kontroll- und Dominanzmuster.“

## Statistik
Laut der Kriminalstatistik zur Partnerschaftsgewalt des Bundeskriminalamtes (BKA) ist im Vergleich zu 2019 die Anzahl der Opfer partnerschaftlicher Gewaltdelikte im Jahr 2020 um 4,4 % gestiegen. Mit dem Anstieg setzt sich ein seit 2016 zu verzeichnender Trend fort. Unter den für die Erhebung relevanten Deliktsgruppen wurden im Berichtsjahr 2020 insgesamt 148.031 Opfer vollendeter und versuchter Delikte der Partnerschaftsgewalt erfasst. Mit 80,5 % richten sich die Delikte der Partnerschaftsgewalt hauptsächlich gegen Frauen. Im Bereich der Delikte Vergewaltigung, sexuelle Nötigung und sexuelle Übergriffe in der Partnerschaft liegt der Anteil der weiblichen Opfer bei 98 %. In der Deliktsgruppe Stalking, Bedrohung und Nötigung in der Partnerschaft beträgt der prozentuale Anteil weiblicher Opfer 88,7 %, bei vorsätzlicher einfacher Körperverletzung sind es 79 %, bei Mord und Totschlag in Paarbeziehungen 78 %. Bei Zuhälterei und Zwangsprostitution beträgt der Anteil 100 %. Rund die Hälfte der 148.031 im Berichtszeitraum 2020 erfassten Opfer von vollendeten und versuchten Delikten der Partnerschaftsgewalt lebte im gemeinsamen Haushalt mit der tatverdächtigen Person. Lebte das Opfer im gemeinsamen Haushalt mit der tatverdächtigen Person, handelte es sich in 51,3 % der Fälle um den „Ehepartner“ (80,8 % weibliche Opfer).
Die Kriminalstatistik des BKA berücksichtigt auch mögliche Auswirkungen der Maßnahmen zur Eindämmung der COVID-19-Pandemie (Lockdown): Während des ersten Lockdowns (Mitte März – Anfang Mai 2020) zeigt sich im Vergleich zum April 2019 ein Anstieg von 2,9 % registrierter Fälle von Partnerschaftsgewalt, im Mai von 3,7 %. Im März blieb es beim Vorjahresniveau. Während des zweiten Lockdowns („Lockdown light“ Anfang November und „Lockdown“ ab Mitte Dezember 2020) sank die Anzahl der mit Tatzeit im November registrierten Fälle im Vergleich zum Vorjahr um 1,5 % und mit Tatzeit im Dezember um 3,2 %. Der Jahresbericht für das Jahr 2020 des Hilfetelefons „Gewalt gegen Frauen“ weist einen signifikanten Anstieg der Beratungskontakte von April 2020 an aus. Von durchschnittlich 858 Beratungen pro Woche bis Ende März 2020, stieg die Anzahl der Beratungen in den Folgemonaten auf durchschnittlich 1.024 Beratungen wöchentlich an. Besonders Anfragen im Bereich häusliche Gewalt nahmen im April 2020 im Vergleich zum Vorjahr deutlich zu (Anstieg um 34 %).